# Organização Nacional de Turismo do Japão
A Organização Nacional de Turismo do Japão (国際観光振興機構, Kokusai Kankō Shinkō Kikō, JNTO), é uma instituição administrativa independente do governo do Japão, que fornece as informações sobre o Japão para promover viagens para o país. Foi fundada em 1964 e a sua sede está localizada em Yotsuya, Shinjuku, Tóquio. A JNTO opera os Centros de Informações Turísticas (TICs), bem como um sítio eletrónico. A instituição dissemina informações sobre transporte, hospedagem, alimentação, bebidas e passeios turísticos, bem como as estatísticas de turismo publicadas e relatórios de mercado. Também oferece suporte para convenções internacionais e eventos de incentivo.